# Vesicularia demangei
Vesicularia demangei là một loài Rêu trong họ Hypnaceae. Loài này được Thér. & P. de la Varde mô tả khoa học đầu tiên năm 1928.